# Eggenberg (Graz)
Eggenberg è il quattordicesimo distretto della città di Graz; confina ad est con i distretti di Lend e Gries, mentre sul lato opposto svetta la montagna del Plabutsch.
Il suo nome deriva da quello degli Eggenbergers, che costruirono qui la loro residenza medievale poco dopo il 1460, per poi espanderla a partire dal 1625 per diventare il Castello Eggenberg. Nel 2010 il palazzo fu aggiunto alla lista dell'UNESCO come Patrimonio dell'umanità insieme ad altri monumenti della città vecchia di Graz.
Alcune scoperte archeologiche fanno risalire i primi insediamenti nella zona all'inizio dell'età della pietra. Ad Algersdorf furono ritrovati due campi funerari dell'epoca romana. Anche la Alte Poststraße risale a quello stesso periodo.
Nel Medioevo e fino al XIX secolo il territorio era dedicato all'agricoltura e soprattutto alla coltivazione della vite sulle pendici del Plabutsch.